# حشره‌خوار مشکین بیابانی
حشره‌خوار مشکین بیابانی (نام علمی: Crocidura smithii) نام یک گونه از سرده حشره‌خوارهای دندان‌سفید است.